# Вийди!
«Вийди!» — радянський художній фільм 1991 року. Перша спільна робота Дмитра Астрахана і Олега Данилова. Фільм знятий за мотивами творів Шолом-Алейхема, Олександра Купріна і Ісаака Бабеля. Останній радянський фільм, який претендував на премію «Оскар» в номінації за кращий фільм іноземною мовою (не потрапив в число номінованих).

## Сюжет
На честь свого успіху Мотя Рабинович готував частування для всього села. Але раз у раз перед його внутрішнім поглядом виникали бачення погромів, що котяться країною. Єдина дочка — перейшла в християнство, щоб вийти заміж за сина сільського старости. До видінь, що мучили героя, приєдналися кадри з вантажівкою, в якому під трибарвним прапором під похмурий вальс рухалися до села погромники. У фіналі показано, як Мотя з сім'єю їде з усіма речами, але в останній момент побачивши натовп, що йде до нього, Рабинович бере сокиру і мчить назустріч вантажівці-жаху. Трапляється диво — до нього приєднуються мужики, які разом з ним йдуть на смерть.

## У ролях
- Отар Мегвінетухуцесі — Мотя (озвучив Валерій Кравченко)
- Олена Анісімова — Голда
- Тамара Схіртладзе — Сора-Броха
- Тетяна Кузнецова — Бейлка
- Валентин Букін — Трохим
- Володимир Кабалін — Іван
- Олександр Ликов — Петя
- Віктор Бичков — Єгор
- Антоніна Введенська — Марія
- Віктор Михайлов — урядник
- Микола Рибников — шинкар Никифор
- Ксенія Раппопорт — Сима
- Юрій Рудченко — керівник погромників
- Анна Лисянська — мати єврейського сімейства
- Дмитро Астрахан — епізод (немає в титрах)

## Знімальна група
- Режисер — Дмитро Астрахан
- Сценаристи — Дмитро Астрахан, Олег Данилов
- Оператор — Юрій Воронцов
- Композитор — Олександр Пантикін
- Художники — Сергій Коковкін, Марія Петрова

## Зйомки в Україні.
Фільм знімали в українському селі - Букатинка (Вінниччина, Поділля).
"Коли мені було п'ятнадцять, я випадково опинилася на зйомках фільму Дмитра Астрахана «Изыди!».[...] Роль у мене була зовсім невелика, зате я вирушила в справжнісіньку кіноекспедицію в українське село Букатинка. Жили ми в порожньому піонертаборі, з батьками я обмінювалися телеграмами та рідкісними міжміськими дзвінками, і вся ця поїздка стала для мене потужним зануренням у світ кіно, який виявився зовсім не таким прекрасним, яким я його уявляла, але дуже цікавим." (зі спогадів актриси Ксенії Раппопорт).